# Kerak jezik
Kerak jezik (ISO 639-3: hhr; isto i her, keerak, keeraku), nigersko-kongoanski jezik uže skupine bak, kojim govori oko 13 200 ljudi (2006) u senegalskom selu Kabrousse, i možda još nekima.
S jezikom jola-felupe [eja] čini jola podskupinu her-ejamat. U upotrebi je i francuski ili wolof [wol].
Broj govornika mu je u porastu: 10 600 (1998.); 11 930 (2002.); 13 200 (2006.). Prema Joshua projectu etnička populacija naroda Jola-Her iznosi 15 000 (2011)

## Vanjske poveznice
- Ethnologue (14th)
- Ethnologue (15th)
- The Kerak Language